# Bézaudun-les-Alpes
Bézaudun-les-Alpes ist eine französische Gemeinde im Département Alpes-Maritimes in der Region Provence-Alpes-Côte d’Azur. Sie gehört zum Arrondissement Grasse und zum Kanton Vence. Die Bewohner nennen sich Bézaudunois. 

## Lage
Die Gemeinde liegt im Regionalen Naturpark Préalpes d’Azur. Das Gemeindegebiet wird vom Flüsschen Bouyon durchquert, an der südlichen Grenze verläuft die Cagne.
Die angrenzenden Gemeinden sind Les Ferres im Norden, Bouyon im Nordosten, Le Broc im Osten, Gattières im Südosten, Saint-Jeannet und Vence im Süden sowie Coursegoules im Westen.

## Bevölkerungsentwicklung
| Jahr      | 1962 | 1968 | 1975 | 1982 | 1990 | 1999 | 2008 | 2016 |
| --------- | ---- | ---- | ---- | ---- | ---- | ---- | ---- | ---- |
| Einwohner | 65   | 64   | 61   | 80   | 87   | 143  | 165  | 242  |

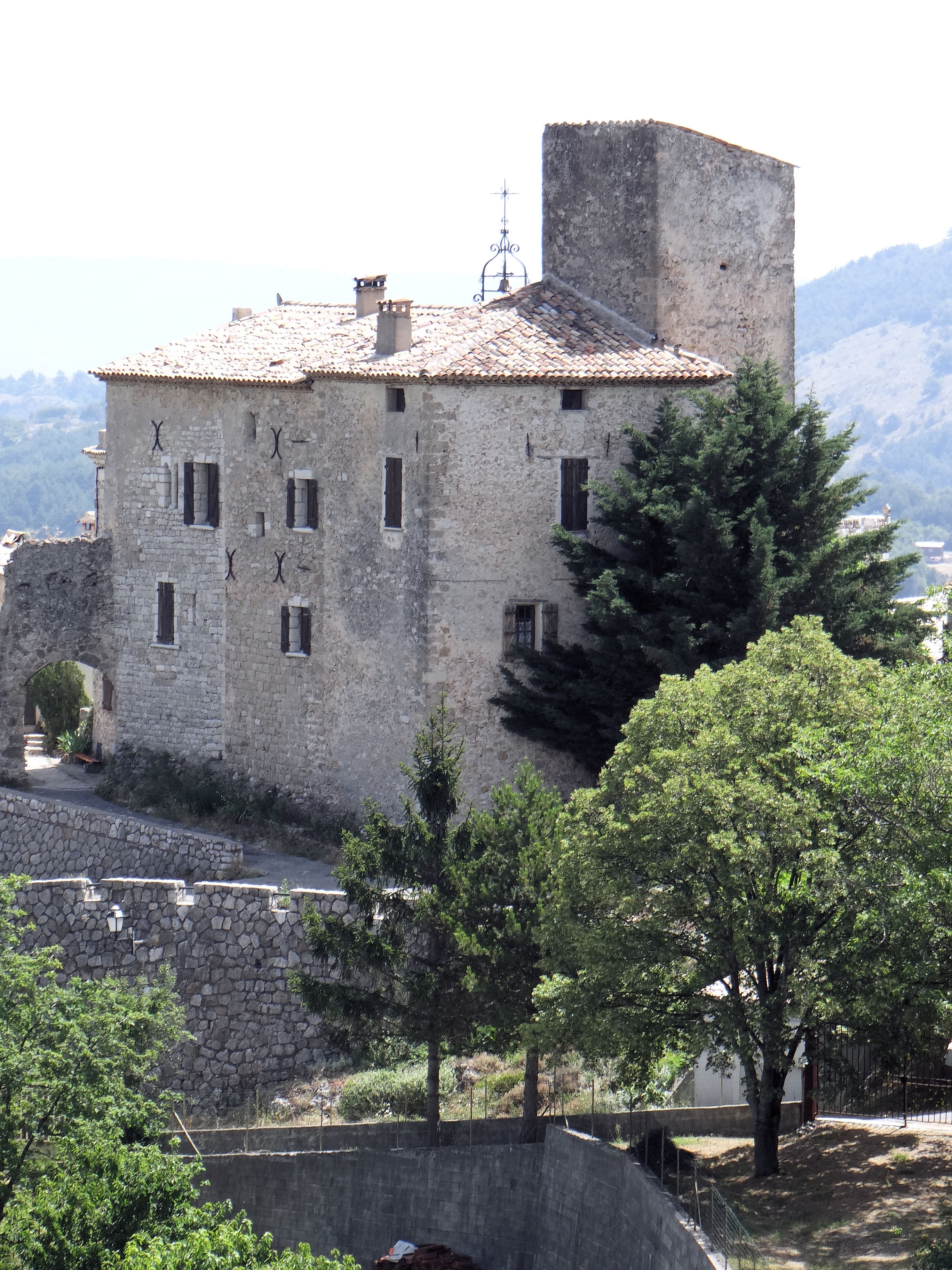
Schloss von Bézaudun-les-Alpes
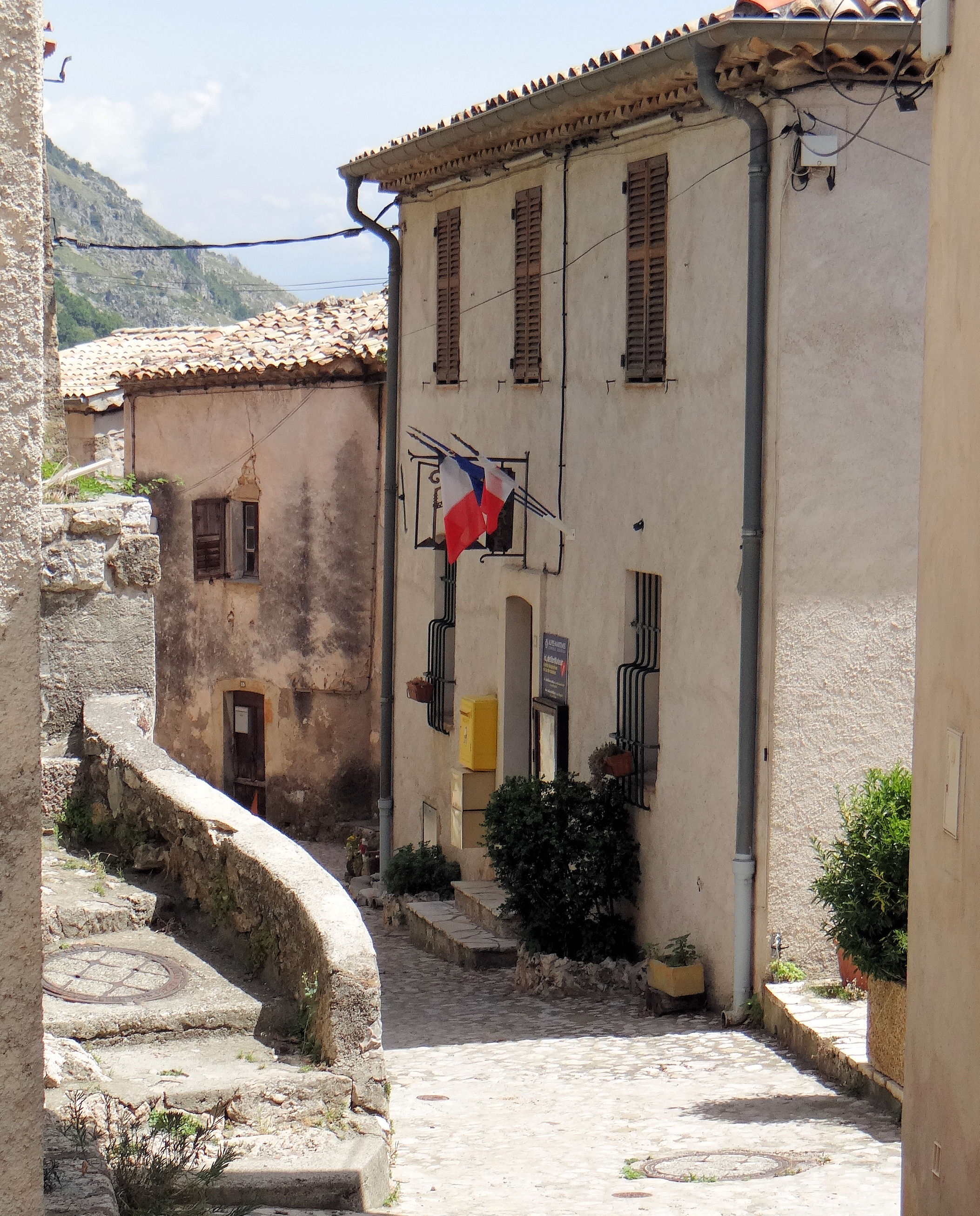
Mairie